# Anolis bombiceps
Anolis bombiceps – gatunek jaszczurki z rodziny Anolidae. Występuje na wschodzie Ekwadoru, północy Peru, południowym wschodzie Kolumbii oraz północnym zachodzie Brazylii.

## Systematyka
Takson ten po raz pierwszy zgodnie z zasadami nazewnictwa binominalnego opisał w 1875 roku amerykański zoolog Edward Drinker Cope na łamach „Journal of the Academy of Natural Sciences of Philadelphia”, nadając mu nazwę Anolis bombiceps. Holotyp zaginął. Jako miejsce typowe Cope podał Nauta w Peru. Nie wyróżnia się podgatunków.

### Etymologia
- Anolis (Anolius): karaibska nazwa Anoli dla „jaszczurki”[6].
- bombiceps: jest kombinacją łac. bombus – „huczący”[7] i łac. ceps – „głowowy” od łac. caput, capitis – „głowa”[8].

## Morfologia
Anolis bombiceps to mała jaszczurka o długości całkowitej niewiele przekraczającej 21 cm. Głowa niewielka, szpiczasta. Tęczówki niebieskie. Tułów smukły, ogon cienki, długi, zaokrąglony, lekko spłaszczony, bez grzebienia ogonowego. Grzbiet jasnobrązowy. Fałd gardłowy niebieski z niewielkimi jasnymi plamkami. Anolis bombiceps jest najbardziej podobny do Anolis hyacintogularis, ale gatunek ten występuje na innych wysokościach. Występuje dymorfizm płciowy. Samce różnią się od samic większym fałdem gardłowym i zgrubieniem u nasady ogona.
Wymiary:
|                        | Samiec | Samica |
| Długość całkowita (mm) | 206    | 214    |
| Długość SVL (mm)       | 71     | 74     |
| Długość TL (mm)        | 135    | 140    |

## Występowanie
Anolis bombiceps występuje w górnym dorzeczu Amazonki w północno-zachodniej Brazylii (stan Amazonas), południowo-wschodniej Kolumbii, wschodnim Ekwadorze i północnym Peru. W Ekwadorze występuje w prowincji Pastaza. Obserwowany był w zakresie wysokości 220–350 m n.p.m.

## Ekologia i zachowanie
Anolis bombiceps jest gatunkiem lokalnie bardzo pospolitym w Kolumbii i Peru oraz rzadkim w Ekwadorze. Prowadzi dzienny tryb życia. Jego naturalnym habitatem są stare lasy tropikalne, pierwotne lub wtórne, obrzeża lasów oraz lasy okresowo zalewane. Przebywają głównie na powierzchni ziemi, okazjonalnie wspinając się na roślinność do wysokości około 3 m nad poziomem gruntu. W nocy przesiadują na liściach bezpośrednio nad powierzchnią gruntu. Ich dieta składa się głównie z niewielkich roztoczy i sieciarek. Anolis bombiceps jest gatunkiem jajorodnym.

## Status zagrożenia
W Czerwonej księdze gatunków zagrożonych IUCN Anolis bombiceps jest klasyfikowany jako gatunek najmniejszej troski (LC, ang. Least Concern); ani wielkość, ani trend populacji nie są określone.